# بيت هام
بيت هام (بالإنجليزية: Pete Ham)‏ هو عازف قيثارة وموسيقي وكاتب أغاني ومغني بريطاني، ولد في 27 أبريل 1947 في سوانزي في المملكة المتحدة، وتوفي في 24 أبريل 1975 في سري في المملكة المتحدة بسبب شنق.

## وصلات خارجية
- الموقع الرسمي
- بيت هام على موقع IMDb (الإنجليزية)
- بيت هام على موقع ميوزك برينز (الإنجليزية)
- بيت هام على موقع قاعدة بيانات برودواي على الإنترنت (الإنجليزية)
- بيت هام على موقع أول ميوزيك (الإنجليزية)
- بيت هام على موقع ديسكوغز (الإنجليزية)